# 龍光院 (柏市)
龍光院（りゅうこういん）は、千葉県柏市にある真言宗豊山派の寺院。

## 歴史
1488年（長享2年）に開山された。根拠は大正時代の『寺院明細帳』である。また寺の墓地には板碑があり、「明応十年（1501年）」と刻まれていることから、その頃に創建されたものと推測される。
当院の境内には、地蔵堂がある。平将門の三女如蔵尼は、父とその一党の菩提を弔うために、地蔵尊を祀り、堂宇を建てた。ところが後に堂は破損し、地蔵尊は行方不明になった。その後下総国印旛郡萩原村（現・千葉県印西市萩原）で発見され、現地で祀られたが、1856年（安政3年）になり、当院に返還された。

## 交通アクセス
- 路線バススポーツ広場前停留所より徒歩12分。